# Khangchenne
Khangchenne Sönam Gyelpo (tibetisch ཁང་ཆེན་ནས་བསོད་ནམས་རྒྱལ་པོ Wylie khang chen nas bsod nams rgyal po, Lhasa-Dialekt-IPA: [kʰɑ́ŋt͡ɕẽ́nɛ᷈ː sǿnɑ᷈m cɛ̀ːpó]; * 17. Jahrhundert in Khangchen; † 5. August 1727 in Lhasa) war der erste bedeutende Vertreter des Adelshauses Gashi (tib.: dga' bzhi) in Tibet. Er leitete den tibetischen Ministerrat (tib.: bka' shag), der in den Jahren 1721 bis 1727 das chinesische Protektorat Tibet regierte. Seine Ermordung durch Amtskollegen aus dem Ministerrat mündete in einen blutigen Bürgerkrieg, aus dem Pholhane als Sieger und späterer Herrscher von Tibet hervorging.

## Aufstieg zur Macht
Khangchenne („Der von Khangchen“), in tibetischen Quellen auch häufig Daicing Batur genannt, entstammte keinem der alten Adelshäuser Tibets. Seinen Aufstieg verdankte er Lhabsang Khan, in dessen Diensten er um 1715 zum Gouverneur von Westtibet (Ngari) ernannt wurde. Möglicherweise verdankte er diese Ernennung der Heirat mit einer der Töchter Lhabsang Khans.
Beim überraschenden Einfall der Dsungaren nach Tibet konnte er zwar als erster Lhabsang Khan warnen, hatte aber aus dem fernen Westtibet keine Möglichkeit, in den Verteidigungskampf einzugreifen.
Nach der Eroberung Tibets durch die Dsungaren und der Etablierung einer Regierung unter Tagtsepa verblieb er in Ngari und begann, die Verbindungslinien der in Tibet stationierten Dsungaren mit der Dsungarei zu unterbrechen. 1719 attackierte er erfolgreich einen Trupp Dsungarischer Reiter, der altgediente Offiziere Lhabzang Khans in die Dsungarei verschleppen sollte. Anschließend organisierte er mit Pholhane den tibetischen militärischen Widerstand gegen die Dsungaren.
Wegen seiner Verdienste wurde er im Jahre 1721 vom chinesischen Kaiser Kangxi mit der Leitung des tibetischen Ministerrates betraut, behielt dabei aber als eigene Machtbasis die Verfügungsgewalt über Ngari.

## Führung des Ministerrates

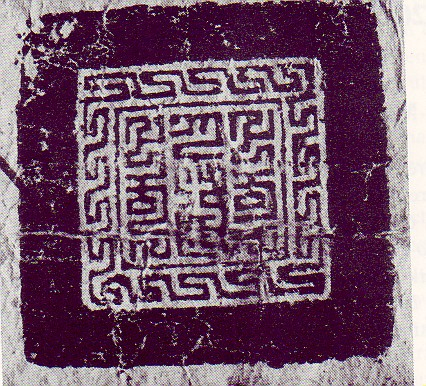
Eines der beiden Amtssiegel des Khangchenne

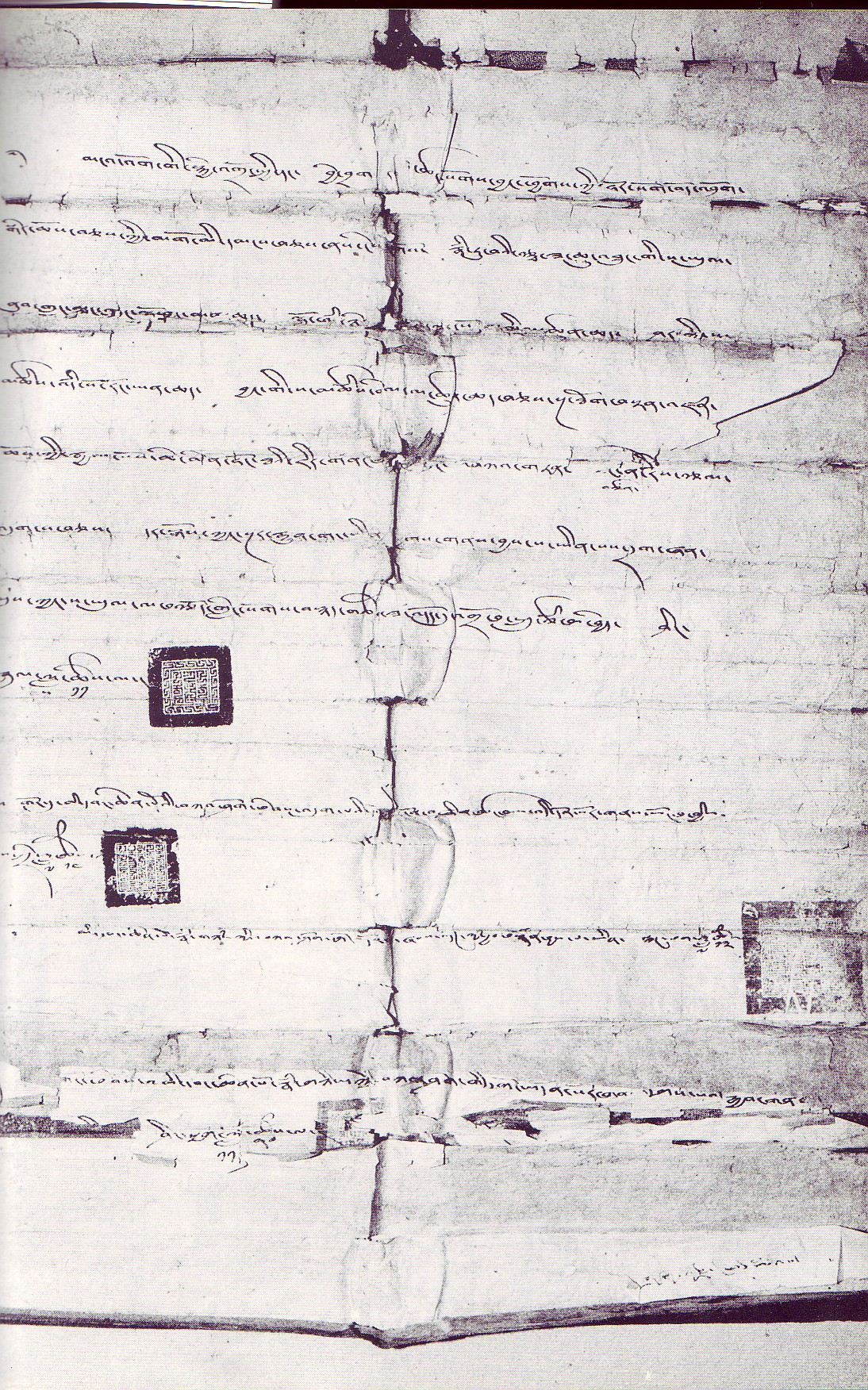
Herrscherurkunde des Khangchenne aus dem Jahre 1725

Die neue tibetische Regierung hatte von Anfang an mit zahlreichen Schwierigkeiten zu kämpfen. Neben einer enorm hohen Inflation bestand das Problem der Versorgung der aus dreitausend Mann bestehenden chinesischen Garnison, die eine starke zusätzliche steuerliche Belastung der tibetischen Bevölkerung zur Folge hatte. Dieses Problem löste sich im Jahre 1723 mit dem Rückzug der chinesischen Truppen.
Störend für die Regierungsgeschäfte war des Weiteren Khangchennes häufige Abwesenheit von Lhasa. Er hielt sich lieber im fernen Ngari auf. 1723 mischte er sich sogar in Nepal erfolgreich in einen Krieg zwischen dem Königreich Mustang und dem Königreich Jumla ein, indem er 100 seiner mongolischen Reiter nach Südmustang schickte, um zusammen mit Truppen aus Mustang und Ladakh die Festung von Kagbeni zu belagern. 1725 verfügte der chinesische Kaiser seinen ständigen Aufenthalt in Lhasa. Die Verwaltung von Nagri wurde an Khangchennes älteren Bruder, Gashipa Tsheten Trashi (tib.: gda' bzhi pa tshe brtan bkra shis) übertragen.
Zur Unbeliebtheit von Khangchenne trug schließlich ein Edikt des chinesischen Kaisers Yongzheng bei, in dem dieser 1726 die Verfolgung der Nyingma-pa Schule des tibetischen Buddhismus angeordnet hatte. Obwohl alle anderen Mitglieder des Ministerrates einschließlich Pholhane sich gegen dieses Edikt aussprachen, versuchte Khangchenne die Anordnungen des Kaisers umzusetzen. Dies führte dazu, dass er auch in der tibetischen Bevölkerung immer unbeliebter wurde.

## Feindschaft zwischen den Ministern
Der tibetische Ministerrat war von Anfang an in zwei feindliche Lager gespalten. Auf der einen Seite standen Khangchenne und Pholhane, beide Vertreter einer neuen Adelsschicht und Anhänger des chinesischen Kaisers. Beide waren regional in Westtibet und Tsang verwurzelt.
Auf der anderen Seite standen, unterstützt vom Vater des 7. Dalai Lama, Ngaphöpa Dorje Gyelpo (tib.: nga phod pa rdo rje rgyal po) und Lumpane Trashi Gyelpo (tib.: lum pa nas bkra shis rgyal po), die Vertreter alteingesessener tibetischer Adelsfamilien waren. Regional waren sie Vertreter der Adelsschichten von Süd- und Zentraltibet.

## Die Ermordung Khangchennes und die Folgen
Die offene Feindschaft zwischen diesen beiden Gruppen behinderte von Anfang an eine reibungslose Regierungstätigkeit. Letztendlich beschlossen die Vertreter der alteingesessenen Adelschicht, Khangchenne und Pholhane zu beseitigen.
Die Ermordung wurde offenbar von langer Hand geplant. Pholhane, der sich wegen einer schweren Erkrankung seiner Frau nicht in Lhasa, sondern auf seinem Stammsitz in Pholha aufhielt, erreichte ein Schreiben des Lehrers der 7. Dalai Lama, in dem er gewarnt wurde, sich im Juli/August 1727 in Lhasa aufzuhalten. Außerdem sollte er dafür sorgen, dass sein ältester Sohn in dieser Zeit von Lhasa fernblieb. Unmittelbar danach ließ Pholhane über Freunde Khangchenne Warnungen zukommen, die dieser aber nicht beachtete.
Am 5. August 1727 fand routinemäßig eine Sitzung des Ministerrates statt, an der Khangchenne bestgelaunt teilnahm. Unerwartet umklammerte ihn einer der Teilnehmer der Sitzung von hinten, während alle anwesenden Minister ihre Messer zückten und auf Khangchenne einstachen. Die beiden Hauptassistenten Khangchennes wurden ebenfalls ermordet, alle anderen anwesenden Anhänger gefesselt und abgeführt. Am nächsten Tag ließen die Mörder Khangchennes Ehefrau und ihre Schwester festnehmen und anschließend umbringen.
Eine von den Mördern entsandte Truppe die nach Pholha abgezogen war mit dem Auftrag, Pholhane zu beseitigen, musste unverrichteter Dinge zurückkehren. Die Folge war ein einjähriger Bürgerkrieg, aus dem Pholhane als Sieger hervorging.
Das Adelshaus Gashi, mehr unter dem Namen Doring (tib.: rdo ring) bekannt, überstand diesen Anschlag auf ihren Hauptvertreter. Seine Angehörigen dienten den wechselnden tibetischen Regierungen bis in die 1950er Jahre.